# Atmosfera wybuchowa
Atmosfera wybuchowa – mieszanina pyłowo-powietrzna (lub szerzej – mieszanina pyłu z utleniaczem) o stężeniu mieszczącym się w zakresie dolnej i górnej granicy wybuchowości. Powstanie atmosfery wybuchowej jest konieczne do tego, aby na terenie zakładu przemysłowego można było mówić o zagrożeniu wybuchem pyłu. W procesie oceny ryzyka wybuchowego określony zostaje zasięg poszczególnych atmosfer wybuchowych, to jest kubatura, jaka może zostać wypełniona przez mieszaninę pyłowo-powietrzną w chwili jej wystąpienia oraz częstotliwość jej występowania. Atmosferę wybuchową, dla której zostały wskazane oba te parametry (zasięg i częstotliwość występowania), określa się mianem strefy zagrożenia wybuchem, czyli przestrzeni, w której może występować mieszanina wybuchowa substancji palnych z powietrzem lub innymi gazami utleniającymi.

## Generowanie pyłowych atmosfer wybuchowych na zewnątrz urządzeń
Atmosfera wybuchowa na zewnątrz urządzeń i aparatów przede wszystkim powstaje na skutek nieszczelności w instalacji oraz wzbudzenia tzw. pyłów osiadłych. Pyłami osiadłymi są pyły, które w ramach funkcjonowania urządzeń w zakładzie przemysłowym wydostały się z urządzeń i osiadły na posadzkach, obudowach urządzeń oraz konstrukcjach stalowych. Jeśli nie ograniczy się ich powstawania, to na terenie zakładu przemysłowego stopniowo będzie zalegać coraz grubsza warstwa pyłów osiadłych. Ograniczenie to może zostać osiągnięte poprzez hermetyzację instalacji, okresowe sprzątanie z użyciem urządzeń podciśnieniowych (np. systemu centralnego odkurzania), stosowanie instalacji odpylających.
Wzbudzenie pyłów osiadłych może nastąpić w wyniku: drgań konstrukcji stalowych, używania nadciśnieniowych układów czyszczących (czyszczenie sprężonym powietrzem), niekontrolowanego uwolnienia ciśnienia z instalacji, wybuchu (np. w urządzeniu niezabezpieczonym lub nieprawidłowo zabezpieczonym przed wybuchem), przeciągów, nieprawidłowego działania wentylacji.

## Generowanie pyłowych atmosfer wybuchowych wewnątrz urządzeń
Generowanie atmosfer wybuchowych wewnątrz obudów urządzeń i aparatów związane jest bezpośrednio z charakterem procesów technologicznych (kruszenie, mieszanie, przesypywanie, transport itp.). Z tego względu najczęściej nie jest możliwa eliminacja z procesu, lub jeśli teoretycznie byłaby ona możliwa, to jest ona trudna do wykonania oraz kosztowna.

## Ochrona przed wybuchem atmosfery wybuchowej
W Rozporządzeniu Ministra Gospodarki z dnia 8 lipca 2010 r. w sprawie minimalnych wymagań, dotyczących bezpieczeństwa i higieny pracy, związanych z możliwością wystąpienia w miejscu pracy atmosfery wybuchowej, istnieje zapis mówiący o konieczności eliminowania atmosfer wybuchowych ze środowiska pracy. Ze względu na wyżej wymienione problemy z eliminacją atmosfery wybuchowej z procesu technologicznego, zapis ten często bywa niemożliwy do realizacji. W praktyce przemysłowej korzysta się więc z kolejnych możliwości, o których wspomina Rozporządzenie, jeśli nie da się wyeliminować powstawania atmosfery wybuchowej. Akceptowalny poziom bezpieczeństwa wybuchowego należy wówczas osiągać poprzez eliminację źródeł zapłonu oraz stosowanie adekwatnych zabezpieczeń minimalizujących skutki wybuchu.

### Eliminacja źródeł zapłonu atmosfery wybuchowej
Dyrektywa ATEX wymienia wprost 13 potencjalnych źródeł zapłonu atmosfery wybuchowej na terenie zakładu przemysłowego. Nie ma jednak jednoznacznych wskazań, w jaki sposób zawsze powinno się eliminować poszczególne źródła zapłonu. Każdorazowo należy wykonać audyt instalacji oraz dopasować sposoby eliminacji do poszczególnego procesu technologicznego.
- gorące powietrze
- płomienie i gorące gazy (w tym gorące cząstki)
- iskry wytwarzane mechanicznie
- urządzenia elektryczne
- prądy błądzące oraz katodowa ochrona przed korozją
- elektryczność statyczna (wyładowania snopiaste, stożkowe i z obłoku pyłu)
- uderzenie pioruna
- fale elektromagnetyczne o częstotliwości radiowej (od 104 Hz do 3 × 1012 Hz)
- fale elektromagnetyczne o częstotliwości (od 3 × 1011 Hz do 3 × 1015 Hz)
- promienie jonizujące
- ultradźwięki
- sprężania adiabatyczne i fale uderzeniowe
- reakcje egzotermiczne, włącznie z samozapaleniem się pyłów

### Ograniczenie skutków wybuchu do bezpiecznego poziomu
Dyrektywa ATEX wymaga, aby poza wymienionymi wyżej działaniami prewencyjnymi wdrażać w obrębie instalacji zagrożonych wybuchem zabezpieczenia minimalizujące skutki wybuchu do bezpiecznego poziomu. W tym celu należy stosować, we właściwej konfiguracji, poniższe techniki:
- odciążanie wybuchu,
- tłumienie wybuchu,
- konstrukcję aparatu/urządzenia odporną na maksymalne ciśnienie wybuchu,
- odsprzęganie wybuchu.

## Statystyki niebezpiecznych zdarzeń w przemyśle, związanych z wybuchem atmosfer wybuchowych
Statystyki dotyczące wypadków z udziałem pyłów palnych (wybuchowych), które zostały opublikowane w raporcie pt. „2017 Combustible Dust Incident Report – Version #1”.
W 2017 roku najczęściej dochodziło do wybuchów atmosfer wybuchowych w urządzeniach:
- instalacjach odpylających (16%)
- silosach (14%)
- podnośnikach i przenośnikach (10%)
- inny formach magazynowania (8%)
- inne (22%)
- brak danych (31%)

Wybuchy atmosfer wybuchowych pyłów palnych najczęściej dotyczyły branż:
- branży drzewnej oraz produktów pochodzenia drzewnego (28%)
- rolnictwa i magazynowania produktów zbożowych (20%)
- spożywczej i paszowej (13%)
- automotive i obróbki metali (14%)
- produkcji tonerów i produktów papierowych (4%)
- inne (25%)